# 地方防衛局
地方防衛局（ちほうぼうえいきょく、英：Regional Defense Bureau）とは、防衛省の地方支分部局。2007年9月1日に防衛施設庁の地方支分部局である防衛施設局と防衛省装備本部の地方支部・事務所を統合して創設された機関。
防衛省設置法に基づき、地方防衛局には地方防衛支局を置くことができる。また、防衛省令(地方防衛局組織規則)により、地方防衛局及び地方防衛支局に地方防衛事務所を置く。
地方防衛局の位置及び管轄区域は防衛省組織令で、地方防衛支局及び地方防衛事務所の設置、位置及び管轄区域は地方防衛局組織規則で定められている。

## 設置及び位置
- 北海道防衛局 (札幌市)
  - 帯広防衛支局 (帯広市)
- 東北防衛局 (仙台市)
- 北関東防衛局 (さいたま市)
- 南関東防衛局 (横浜市)
- 近畿中部防衛局 (大阪市)
  - 東海防衛支局 (名古屋市)
- 中国四国防衛局 (広島市)
- 九州防衛局 (福岡市)
  - 長崎防衛支局 (長崎市)
  - 熊本防衛支局 (熊本市)
- 沖縄防衛局 (嘉手納町)

## 沿革
- 2007年（平成19年）9月1日 - 防衛施設庁の防衛省への統合に伴い、防衛施設局と装備本部支部・事務所を統合して地方防衛局に改組移行。
  - 各局名称は、所在地名からブロック名に変更され、札幌→北海道、仙台→東北、東京→北関東、横浜→南関東、大阪→近畿中部、広島→中国四国、福岡→九州、那覇→沖縄に改称。
- 2008年（平成20年）4月1日 - 沖縄防衛局が那覇市から中頭郡嘉手納町に移転
- 2015年（平成27年）10月1日 - 北関東防衛局に装備部を新設、調達部から中央調達に関する業務が移管[3]。
- 2023年（令和5年）4月1日 - 近畿中部防衛局の管理部が廃止、その機能は企画部に移管[4]。